# 空想科学X
『空想科学X』（くうそうかがくエックス）はsaxyunによる4コマ漫画。『電撃「マ）王』（2011年（平成23年）12月号より『電撃マオウ』に改称）（メディアワークス、2008年4月以降はアスキー・メディアワークス）において2005年12月号から連載開始し、2014年11月号にて完結した。1話につき4ページ又は6ページで掲載されていた。

## 概要
コンセプトは「脱力系不思議4コマ」で、科学者の「ハカセ」と助手の「コトちゃん」が、多種多様なお題と博士の発明品をネタに、ゆるゆるとしたリズムでシュールなコントを展開する。科学はおおむね関係ない。英題は『The nonsense science』である。
登場人物の大半が（主要な人物を含め）とくに前触れもなく初登場を果たし、そのままレギュラー・準レギュラーの座に収まることが多々ある。基本的にギャグ漫画であり、登場人物が全滅したり、異空間に閉じ込められたりしても、次の回では何事もなかったかのようにコントが再開されるのが常である。
なお、本作の歴史は古く、第1巻のあとがきにて作者は「ハカセは（単行本発売となる2007年から見て）10年くらい前から描いていた」とコメントしており、Colorful PUREGIRLに掲載されていた「かたまでつかれ」は本作の前身とみられるほか、作者サイトでも「じせだいくうそうかがくまんが」の題で2001年頃まで十数本のショート漫画が掲載されていた（現在はページごと削除されている）。
また、本作完結後の新作となる「超常探偵X」にも本作のタイトルの一部が受け継がれているほか、ハカセとコトちゃんが異世界の住人としてゲスト出演している。

## 登場人物

### 主要人物
ハカセ
丸い眼鏡に丸い禿頭、丸い鼻と口髭が特徴的な科学者。科学者なので白衣を着ている。持ち前の科学力によって作り上げた微妙な発明品を駆使し、連想ゲームの如くシュールにボケ続ける。ヒゲは取り外し可能。
ボケ担当であるが、連載後期はツッコミ役を担ったり、ひどい目に合ったりすることも多くなった。
自身の研究所は様々な研究テーマを扱っており、地球環境や流行りもの、果ては深夜アニメと多岐に渡るが、大した成果は上げていない。
科学者になる前から姿は変わっていないが、髪の毛とヒゲには色があったほか、なぜか猫耳を身につけており、白衣もこの頃から纏っていた。弁当にからあげが入っていなかったことで科学者をになると決めた。
コト
ハカセの助手を務める眼鏡の女の子。年齢不詳。同窓会では同級生の多くが結婚していたり、子持ちだったりで独身であることにコンプレックスを持っている。取り留めなくボケ続けるハカセをツッコむ。
多くの場合、カットソーにショートパンツというカジュアルな服装の上から白衣を羽織っている。髪型はセミショートで、両サイドに軽く渦巻いたアホ毛がある。なお、初めの2話に限り左サイドにゴムバンドの髪飾りを付けていた。

作中時間の10年前は学生であり、すでに研究所にいた。研究所にやって来た日付は4月1日とのことだが、本人はその頃のことを全く覚えていない。当時はアホ毛がなかったが、ある時玉手箱が爆発してカールしてしまい、以後そのままである。
ミヨによると試験管生まれとのことだが、以降特に言及されることなく本作は完結した。
ミヨ
ウルフヘアが特徴の近所の女の子。表情がほとんど変わらず、特にボケたりツッコんだりすることもないが、時々冷酷な面を見せる。
本人すら知らないコトの出生秘話を知っているなど謎が多い。
ミヨの祖父
尖った髪型と眼鏡が特徴の科学者。ハカセとは学生時代からのライバルで、ハカセ王決定戦では白熱した戦いを繰り広げた。
春
ハカセの知り合い。花粉症。神出鬼没で、様々な局面に現れるミステリアスな（外見は）幼女。主にカタカナで「ハルちゃん」と呼ばれる。
何らかのイベントを仕掛けることが多く、ハカセとつるんで悪ふざけをすることが多い。ただし、大半はハカセが酷い目に遭って終わる。
コトの学生時代にも現代とほぼ同じ外見で登場している。

### 番外編登場人物
コトの学生時代を描いた番外編『すこしふしぎまんが コトちゃん』の登場人物。
コト（学生時代）
番外編の中心人物。現代のコトより10年程度昔の姿と推測される。本編でも回想などで時々登場する。
髪型は現代同様セミショートだが、こちらはストレートでアホ毛も無い。
現代とは性格が大きく異なり、ハカセに負けず劣らずの変人。当時は自作小説を構想したり、ポエムを書き綴る趣味があった。
アイ
コトの友人。陸上部所属。クラス委員でもある。現代と違いボケ放題のコトへ直向きにツッコむ。
ハイン
コトの友人。水泳部所属。巨乳でもある。純粋な日本人では無いようだが、具体的な人種は不明。至ってマイペースな性格。

### その他
ジョン
ハカセの台詞などに時たま登場する人物。実在するのかは不明。アメリカ生まれアニソン育ち。趣味は通販と日本のアニメ観賞。
アニメキャラのフィギュアやプリントTシャツを所有しているなど、日本アニメに対する相当な熱意がうかがえるが、日本語は分からない。

## コミックス
メディアワークス→アスキー・メディアワークスよりDengeki Comics EXとして刊行。巻数は「Lesson」の後にローマ数字で表記される。
カバーデザインはすべて里見英樹によるが、一般向け科学解説書の老舗であるブルーバックス（講談社）のパロディとなっている。
1. 2007年10月26日発売（11月15日発行） ISBN 978-4-8402-4095-6
2. 2009年4月23日発売（4月24日発行） ISBN 978-4-04-867791-2
3. 2010年9月27日発売（9月27日発行） ISBN 978-4-04-868899-4
4. 2012年9月27日発売 ISBN 978-4-04-8868235
5. 2014年11月26日発売 ISBN 978-4048690126